# Neotrygon leylandi
Neotrygon leylandi és una espècie de rajada de la família dels dasiàtids. Viu a Austràlia, Indonèsia i Papua Nova Guinea. Habita els mars poc profunds, els llits aquàtics submareals i els esculls de corall.